# Lizymach

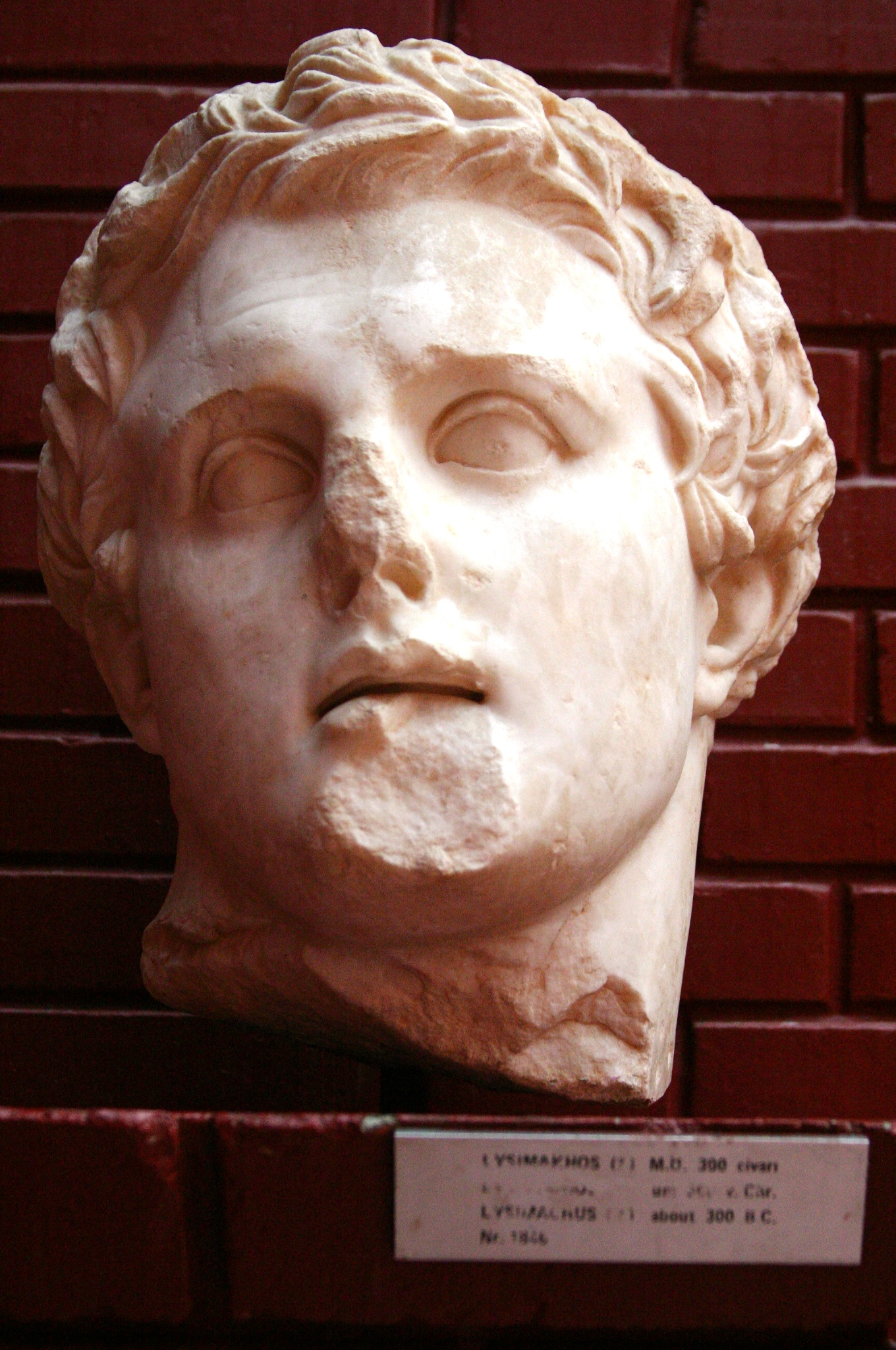

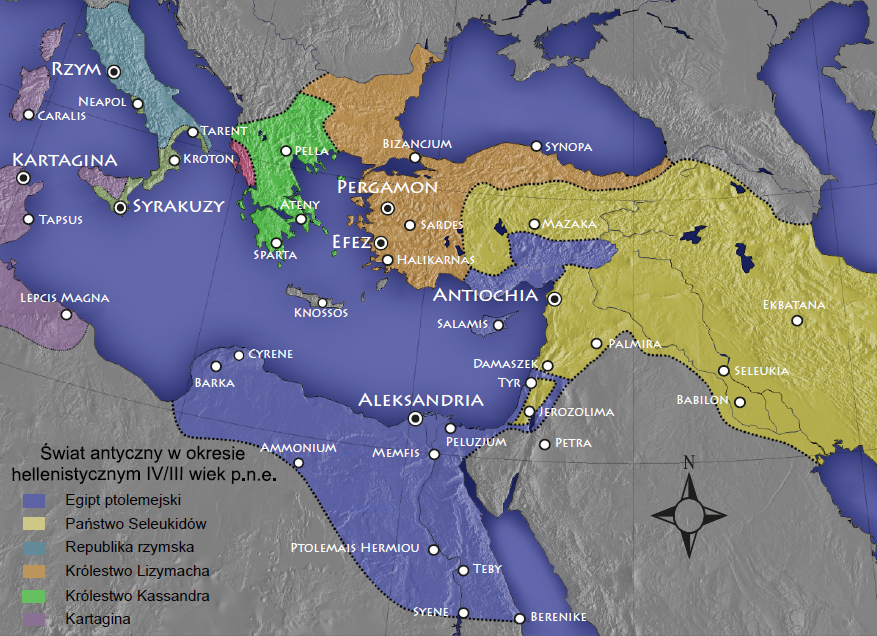
Państwa hellenistyczne na przełomie IV i III wieku p.n.e.

Lizymach (ok. 355 p.n.e.-281 p.n.e.) – jeden z wodzów Aleksandra III Wielkiego – diadochów. Po jego śmierci w 323 roku p.n.e. objął władzę w Tracji i przyjął tytuł króla w 306 roku p.n.e. Mąż Arsinoe II.

## Rządy w Tracji
W roku 315 p.n.e. Lizymach zaczął zgłaszać pretensje do sprawowania kontroli nad cieśninami Bosfor i Dardanele. Wprawdzie nie udało mu się zrealizować swoich planów, jednak w roku 309 p.n.e. odbudował on miasto Kardia, któremu nadał nazwę Lizymachia. W roku 302 p.n.e. jako pierwszy zaatakował tereny Antygona Jednookiego, zaczynając tym samym kolejną wojnę diadochów. Wraz z Kassandrem i Seleukosem walczył w przełomowej bitwie pod Ipsos w 301 roku p.n.e., w której pokonał Antygona. Pokonawszy, w koalicji z Seleukosem I Nikatorem i Ptolemeuszem I Soterem, Demetriusza Poliorketesa został królem całej Macedonii w 286 p.n.e.

## Śmierć następcy i upadek państwa
W roku śmierci Demetriusza (283 p.n.e.) na dworze Lizymacha doszło do poważnych komplikacji, które zasadniczo wpłynęły na losy dynastii. Najprawdopodobniej w wyniku intrygi przebywającego na trackim dworze Ptolemeusza Keraunosa – który uciekł z Egiptu w 284 p.n.e., gdy zrozumiał, że jego ojciec Ptolemeusz nie widzi w nim swego następcy – i być może żony Lizymacha, Arsinoe, Lizymach skazał na śmierć swego syna Agatoklesa. Wdowa po Agatoklesie, Lizandra, udała się do Syrii na dwór Seleukosa, prosząc go o pomoc w dochodzeniu praw swoich własnych i dzieci. To było oficjalną przyczyną wystąpienia Seleukosa przeciw Lizymachowi. Rzeczywistym powodem był niepokojący Seleukosa wzrost potęgi Lizymacha po śmierci Demetriusza.
Lizymach poniósł śmierć i klęskę w wojnie ze swoim byłym sprzymierzeńcem Seleukosem. Zginął w pojedynku z nim w czasie bitwy pod Kuropedion w Lidii w roku 281 p.n.e.

## Dzieci
- z Nikają (z dynastii Antypadrydów):
  - Agatokles (ok. 320–310 - 284 p.n.e.)
  - Eurydyka IV (312 lub wcześniej - po 287 p.n.e.)
  - Arsinoe I (305/295 - po 274 p.n.e.)
- z Amastris: 
  - Aleksander VI Arridajos (301-277 p.n.e.)
- z Arsinoe II[1][2]: 
  - Ptolemeusz (299/298 - 240 p.n.e.)
  - Lizymach (297/296 - 279 p.n.e.)
  - Filip (294 - 279 p.n.e.)